# Edam-Volendam

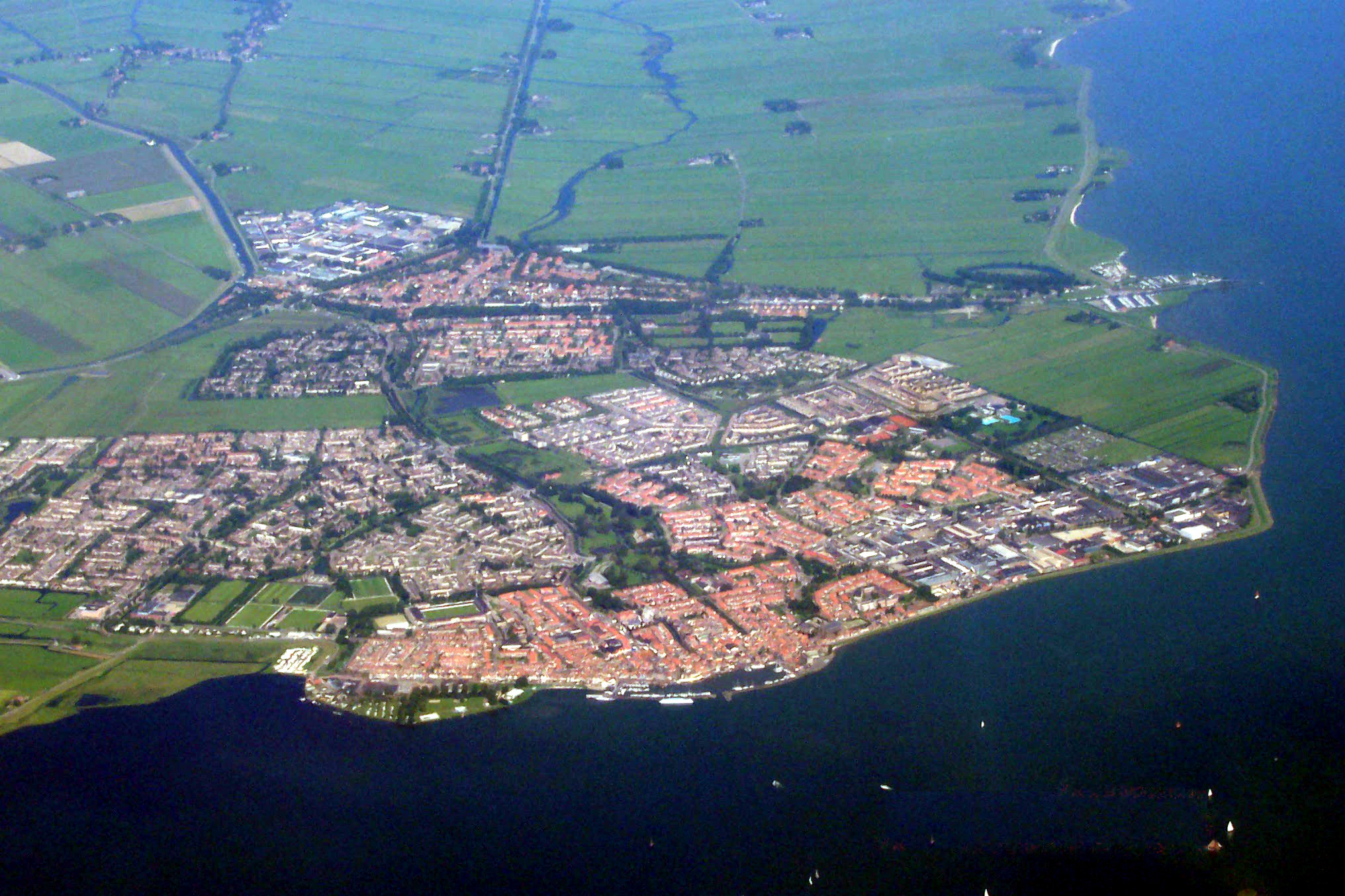
Volendam, 2004.

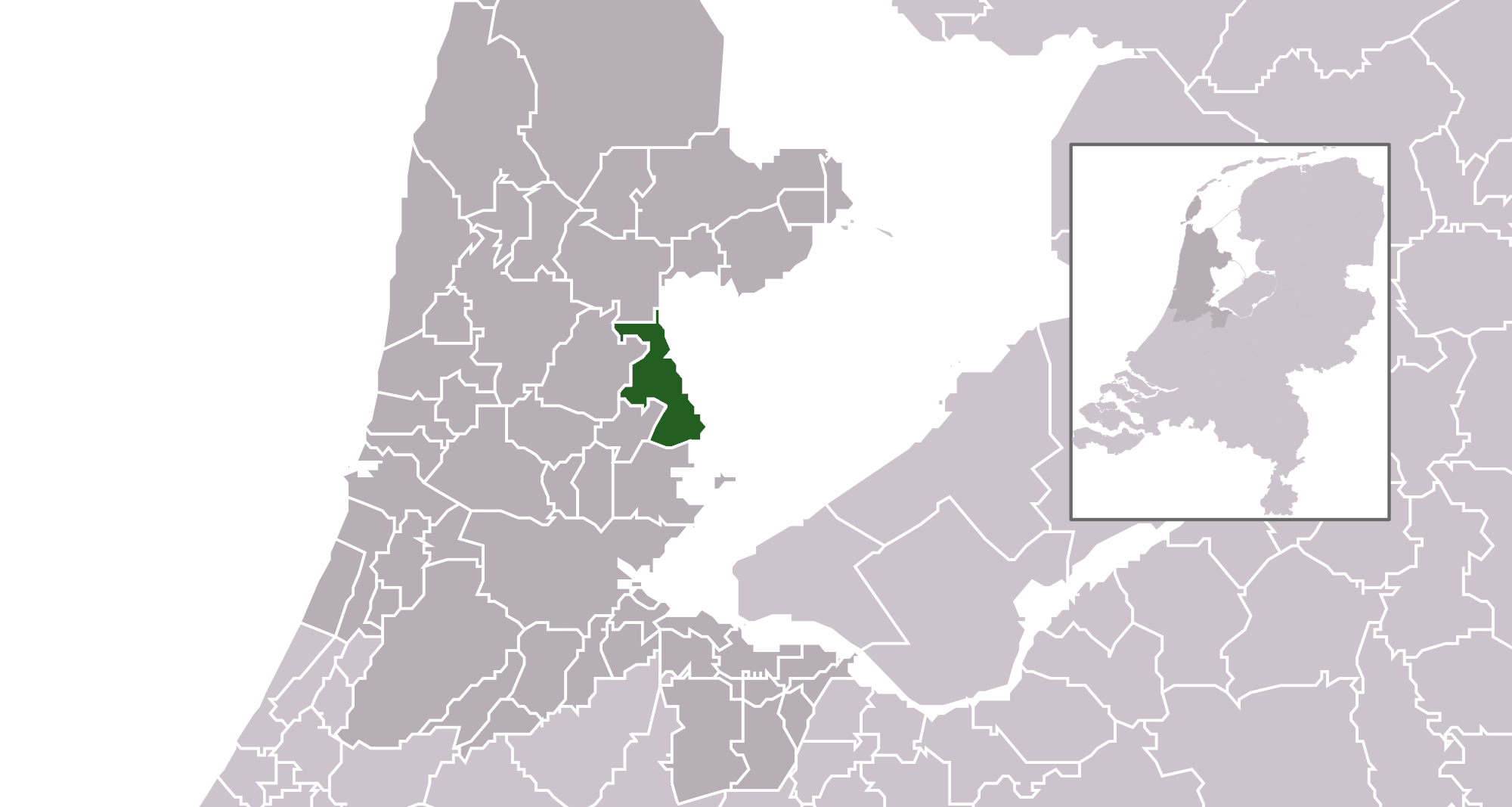
Edam-Volendams läge

Edam-Volendam, kommun (gemeente) i provinsen Noord-Holland i Nederländerna. Kommunen har 28 000 invånare och består av orterna Edam och Volendam. Edam är en liten stad med många gamla hus och är känd för Edamerosten. Volendam är känd för fisken och traditionella kläder.